# Konrad Mägi

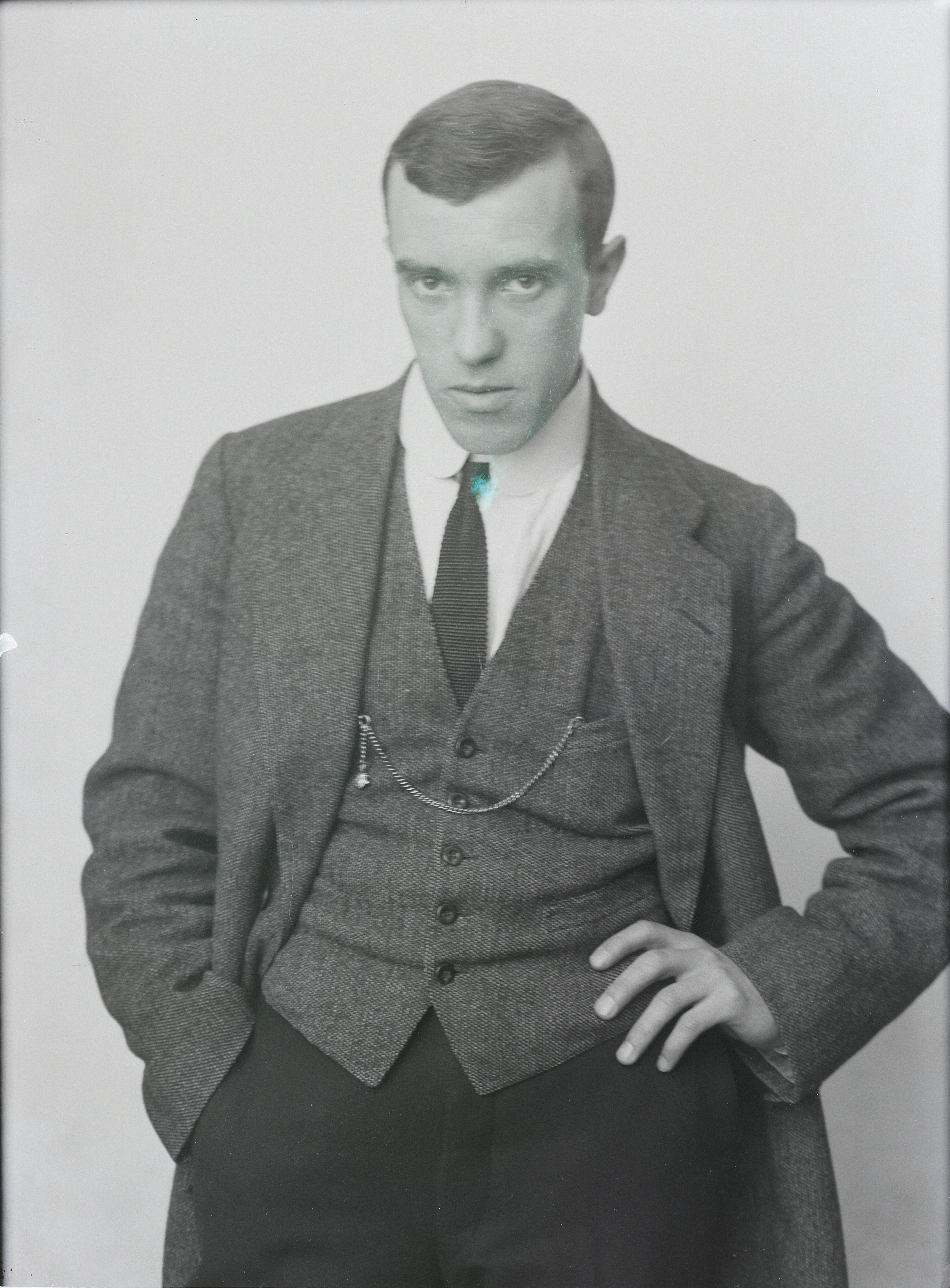
Konrad Mägi, vor 1909

Konrad Mägi (* 1. November 1878 in Hellenurme mõis bei Tartu; † 15. August 1925 in Tartu) war ein estnischer Landschaftsmaler und Kunstpädagoge.

## Leben
Konrad Mägi ging ein Jahr (1888/89) in Uderna zur Schule und besuchte später die Stadtschule in Tartu. Im Anschluss war er Lehrling in einer Tischlerei und arbeitete von 1897 bis 1902 in einem Möbelunternehmen. Parallel dazu erhielt er von 1899 bis 1902 eine erste Kunstausbildung in Zeichenkursen der deutschen Künstlergesellschaft von Tartu. Zur selben Zeit beschäftigte er sich intensiv mit dem Theater, dem Geigenspiel und verschiedenen Sportarten. Er führte seine künstlerische Ausbildung von 1903 bis 1905 als Gasthörer in Sankt Petersburg fort.
Im Zuge der Unruhen der Revolution von 1905 musste er nach Helsinki fliehen, wo er in Kontakt mit der Noor-Eesti-Gruppierung geriet. Im Herbst 1907 ging er nach Paris, wo er an einer freien Kunstakademie studierte. Die Jahre 1908 bis 1910 verbrachte Mägi in Norwegen, Ende 1910 ging er zurück nach Frankreich. 1912 kehrte er über Deutschland nach Estland zurück, wo er ab 1913 an verschiedenen Schulen Zeichenlehrer war. 1918 war er Mitbegründer der Künstlervereinigung Pallas, ebenfalls beteiligt war er an der Gründung der Kunsthochschule gleichen Namens, deren erster Direktor (1921, 1923–1925) er war. Zu seinen Studentinnen gehörte dort die estnisch-schwedische Malerin und Grafikerin Karin Luts.

## Werk

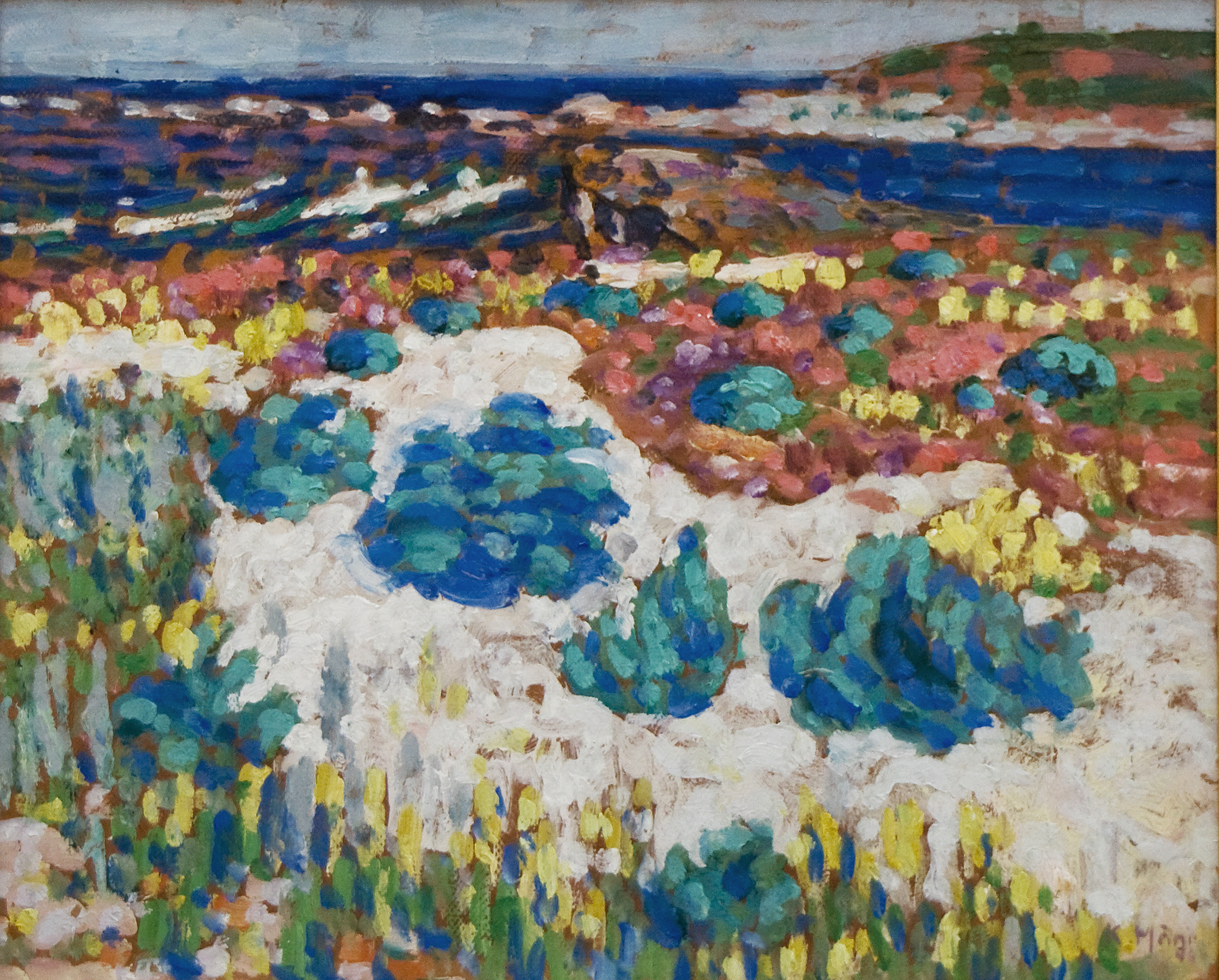
Konrad Mägi – Rannamaastik (Strandlandschaft)

Konrad Mägi war einer der farbensinnigsten estnischen Maler der ersten Jahrzehnte des 20. Jahrhunderts. In Åland malte er zarte Jugendstil-Vignetten von Pflanzen: Kahekesi (Zweisamkeit; 1908; Chinesische Tuschzeichnung).
In Paris hatte Mägi Kontakt mit dem Impressionismus und dem Fauvismus. Dies beeinflusste seine Farbwahl: Lilleline väli majakesega (Blumenfeld mit kleinem Haus; 1908–1909), Norra maastik männiga (Norwegische Landschaft mit Kiefer; 1910), Landschaft mit roter Wolke (1913/1914).
Mägis Arbeiten an Motiven der Insel Saaremaa sind die ersten modernen estnischen Naturgemälde.

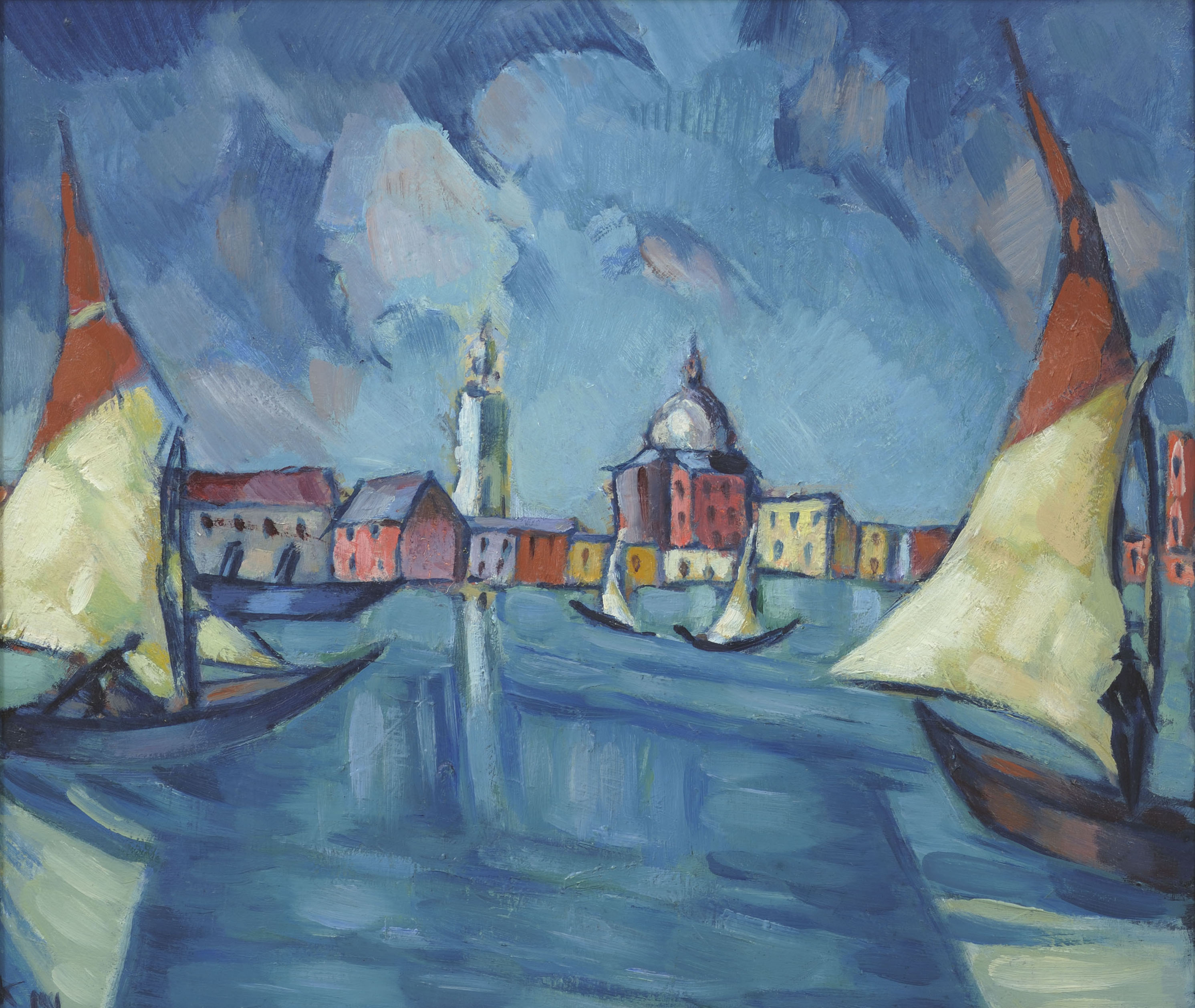
Veneetsia (Venedig)

Von 1918 an wird der Einfluss des Expressionismus bestimmend, genährt durch Mägis besondere Empfindsamkeit und als Gefühlsantwort auf unruhige Zeiten: Pühajärv (Der See Pühajärv; 1918–1920), Otepää maastik (Landschaft bei Otepää; 1918–1920). Auch vom Expressionismus beeinflusst sind seine großen Figurkompositionen Pietà (1919), Kolgata (Golgatha; 1921).
Eine neue künstlerischer Phase, die mit einer Reise nach Italien begann, brachte sanftere Stimmungen: Varemed Capril (Ruinen in Capri; 1922–1923).
Neben Naturbildern malte Mägi auch Blumen und Porträts. Seine schönen Frauengemälde drücken das Schönheitsideal des Jugendstils aus: Holsti (1916). In seinen späteren Porträts nach 1920 zeigt er ein ernsthafteres Wesen: Madonna (1923–1924).